# Nelson Chui Mejía
Nelson Oswaldo Chui Mejía (Chimbote, 20 de septiembre de 1947) es un ingeniero y político peruano. Fue Gobernador Regional de Lima en dos mandatos no consecutivos: de 2007 a 2010 y de 2015 a 2018.

## Biografía
Nelson Chui nació el 20 de septiembre de 1947, en la ciudad de Chimbote. Sus estudios de primaria los hizo en esa ciudad y culminó la secundaria en la institución educativa Zarumilla, en la ciudad de Lima.
Sus estudios superiores los realizó en la Universidad Nacional Agraria La Molina, en la especialidad de Agronomía, que los concluyó en el año 1971. Al siguiente año, inicia sus estudios de Postgrado en la especialidad de Entomología.
Posteriormente, en 1972 concursa en un plan de entrenamiento para especializarse en la industria azucarera. Desde ese momento, inicia su vida profesional en la empresa azucarera Andahuasi en 1973, lo que permitió, desde esa fecha, instalarse en esta ciudad.
Tiene 2 hijos de su primer matrimonio, Nelson Christian Chui La Rosa y Mónica Susana Chui La Rosa, y dos más de relaciones posteriores, Alexander Chui Salinas y Samantha Chui.

## Trayectoria
Ha laborado en la Cooperativa Andahuasi, y fue Gerente de Agrícola Santa Mónica, Servicentro Huaura SA y de Proagro EIRL.
También ha sido Presidente de la Cámara de Comercio y Producción de la provincia de Huaura (30 de junio de 1998 - 31 de mayo de 2003), Secretario General de Perú Cámaras (31 de mayo de 2002 - 30 de abril de 2006), Vocal del Comité de Apoyo a la Policía Nacional del Perú, así como Presidente de ProHuaura. Ha apoyado, decididamente, la creación del Distrito Electoral Lima-Provincias que, reformando la Constitución de 1993, contará con 4 congresistas desde las elecciones del año 2011.

## Actuación política
Participó en las elecciones regionales del 2002 como candidato a la presidencia regional de Lima por Unidad Nacional quedando en segundo lugar. En las elecciones regionales del 2006, como representante del Movimiento Concertación para el Desarrollo Regional de Lima, obtuvo la elección por solo 6 votos de diferencia con el candidato opositor. Dicha contabilidad tomó un mes en terminarse. Postuló a la reelección sin éxito en las elecciones del 2010 y volvió a ganar las elecciones regionales del 2014, liderando la misma organización política.